# 張士珩
張士珩（1857年—1917年或1918年）字楚寶，安徽合肥東鄉人，清朝至中華民國初年官員，李鴻章外甥。
張士珩年輕時前往金陵拜汪士鐸為師。後成為李鴻章幕僚。光緒十六年（1890年），張士珩主持北洋軍械局和天津武備學堂事務。甲午戰爭清朝戰敗後張士珩被革職。光緒三十年（1904年），張士珩復出主持江南製造局事務。宣統三年（1911年）武昌起義爆發後，張士珩逃亡至膠州。中華民國四年（1915年），張士珩出任造幣總廠監督，不過不久張士珩因病離職。